# 황진이 (1986년 영화)
황진이는 1986년 공개된 대한민국의 영화이다.

## 배역
- 장미희 : 황진이 역
- 안성기 : 갖바치 역
- 신일룡 : 벽계수 역
- 전무송 : 이생 역
- 김윤경
- 조주미
- 윤양하
- 박암
- 주호성
- 허기호

## 수상
- 1986년 제25회 대종상
  - 미술상 - 이명수
  - 청룡영화상